# ЭР200
ЭР200 (Электропоезд Рижский, с конструкционной скоростью 200 км/ч) — первый советский скоростной электропоезд постоянного тока. Выпущен в двух экземплярах, получивших порядковые номера 1 и 2. Заводские обозначения — 62-110 для первого состава (ЭР200-1), 62-285 для второго состава (ЭР200-2).
Головной разработчик — Рижский филиал Всесоюзного научно-исследовательского института вагоностроения (РФ ВНИИВ). Выпускался Рижским вагоностроительным заводом (РВЗ) (латыш. Rīgas Vagonbūves Rūpnīca, RVR), который строил его совместно с Рижским электромашиностроительным заводом (латыш. Rīgas Elektromašinbūves Rūpnīca, RER, поставлял электрооборудование).
Разработка велась с 1967 года, регулярная эксплуатация электропоезда началась 1 марта 1984 года (второго экземпляра — с 1995 года).

## История создания и выпуска

### Проект ЭР23

Кузов вагона ЭР23 на РВЗ

В первой половине 1960-х годов, параллельно с испытаниями электропоезда ЭР22, в СССР шло проектирование высокоскоростного экспресса. Результатом работ должен был стать электропоезд ЭР23 с диапазоном скоростей до 250 км/ч. Был изготовлен макет (кузов) головного вагона, получившего заводское обозначение 62-116, в котором просматривались некоторые черты ЭР22, но с сильно изменённой лобовой частью. Кабину машиниста подняли над уровнем крыши, что должно было улучшить обзорность и безопасность движения. В качестве материала корпуса предполагалось применять алюминиевые сплавы. Вагон должен был иметь 112 сидячих мест и снабжаться системой кондиционирования. Проектированием занималась группа специалистов под руководством ведущего конструктора Ю. Дыманта, с привлечением специального художественно-конструкторского бюро Латвийского совнархоза.
Коэффициент лобового (аэродинамического) сопротивления головного вагона (Cx) оценивался как 0,264.
Однако дальнейшая история проекта ЭР23 остаётся неясной. Известно, что на железных дорогах СССР в 1965—1966 годах был завершён комплекс работ по определению основных параметров подвижного состава с конструкционной скоростью 200—250 км/ч.
В 1967 году было утверждено техническое задание на 14-вагонный электропоезд постоянного тока напряжением 3 кВ, получивший обозначение ЭР200.

### Лаборатория СВЛ
После получения задания на проектирование отечественного электропоезда с конструкционной скоростью 200 км/ч возникла идея создания опытного вагона-лаборатории для отработки конструкции тележки и изучения взаимодействия в паре «колесо — рельс» на скоростях движения выше 160 км/ч. Чтобы избавиться от искажений, вносимых ведущими колёсными парами, предполагалось разработать такой вид привода, чтобы ни одна из тележек не была обмоторена. Теоретически можно было разгонять вагоны скоростными локомотивами, однако МПС СССР не располагало в то время такой техникой (наиболее быстрым локомотивом здесь считался электровоз ЧС2М — вариант электровоза ЧС2 с конструкционной скоростью 180 км/ч, водивший экспрессы между Москвой и Ленинградом).
Аналогично тому, как в 60-х годах в США прошёл опытную эксплуатацию вагон с реактивной тягой M-497, в СССР также решено было построить вагон с реактивными двигателями, проектирование которого было начато по заданию Госкомитета по науке и технике.
В качестве базы для создания скоростного вагона-лаборатории (СВЛ) было решено задействовать кузов моторного головного вагона электропоезда ЭР22, длина кузова которого (24,5 м) была больше, чем у вагонов распространённых моделей электропоездов. В итоге кузов взяли от так и не построенного состава ЭР22-67 (производство ЭР22 было завершено после постройки ЭР22-66). Тележки нового типа, использованные в конструкции СВЛ, созданы специалистами КВЗ и ВНИИВ на основе немоторных тележек вагонов того же ЭР22. Они имели пневматическую подвеску, а также дисковые тормоза с двойным приводом — электропневматическим и пневматическим. Особое внимание уделялось стояночному тормозу. Он должен был надёжно удерживать вагон на месте при пуске двигателей, быстро набиравших тягу.
Для улучшения аэродинамических свойств спереди и сзади вагона установили обтекатели, причём передний обтекатель навесили поверх штатной конструкции, и стёкла кабины получились двойные. Ходовую часть закрыли панелями. По словам главного испытателя СВЛ С. Н. Чижова, в ходе работ в аэродинамической трубе Центрального аэрогидродинамического института продули 15 разных макетов вагона. Коэффициент Cx снизился до 0,252 (приблизительно соответствует Cx спортивных автомобилей, рассчитаных на скорости 250 км/ч и более). Защита от горячих газов двигателей обеспечивалась установленным на крыше специальным экраном.
В качестве силовых установок изначально планировали использовать первые советские турбореактивные двигатели РД-45 (от истребителя МиГ-15), однако, ввиду большой массы (по 900 кг каждый) перешли к двухконтурным двигателям АИ-25 (менее 400 кг на один двигатель). Это были более современные двигатели, применявшиеся на новейшем в то время самолёте Як-40. Участие в создании силовой установки для СВЛ и монтаже при сборке вагона-лаборатории в цехе опытных изделий КВЗ принимал Московский машиностроительный завод «Скорость» (как тогда называлось ОАО «ОКБ имени А. С. Яковлева»).
Во втором салоне вагона была установлена дизель-генераторная установка для освещения и отопления, а также питания оборудования, в том числе компрессора пневмопривода тормозов.
СВЛ был готов 20 октября 1970 года.

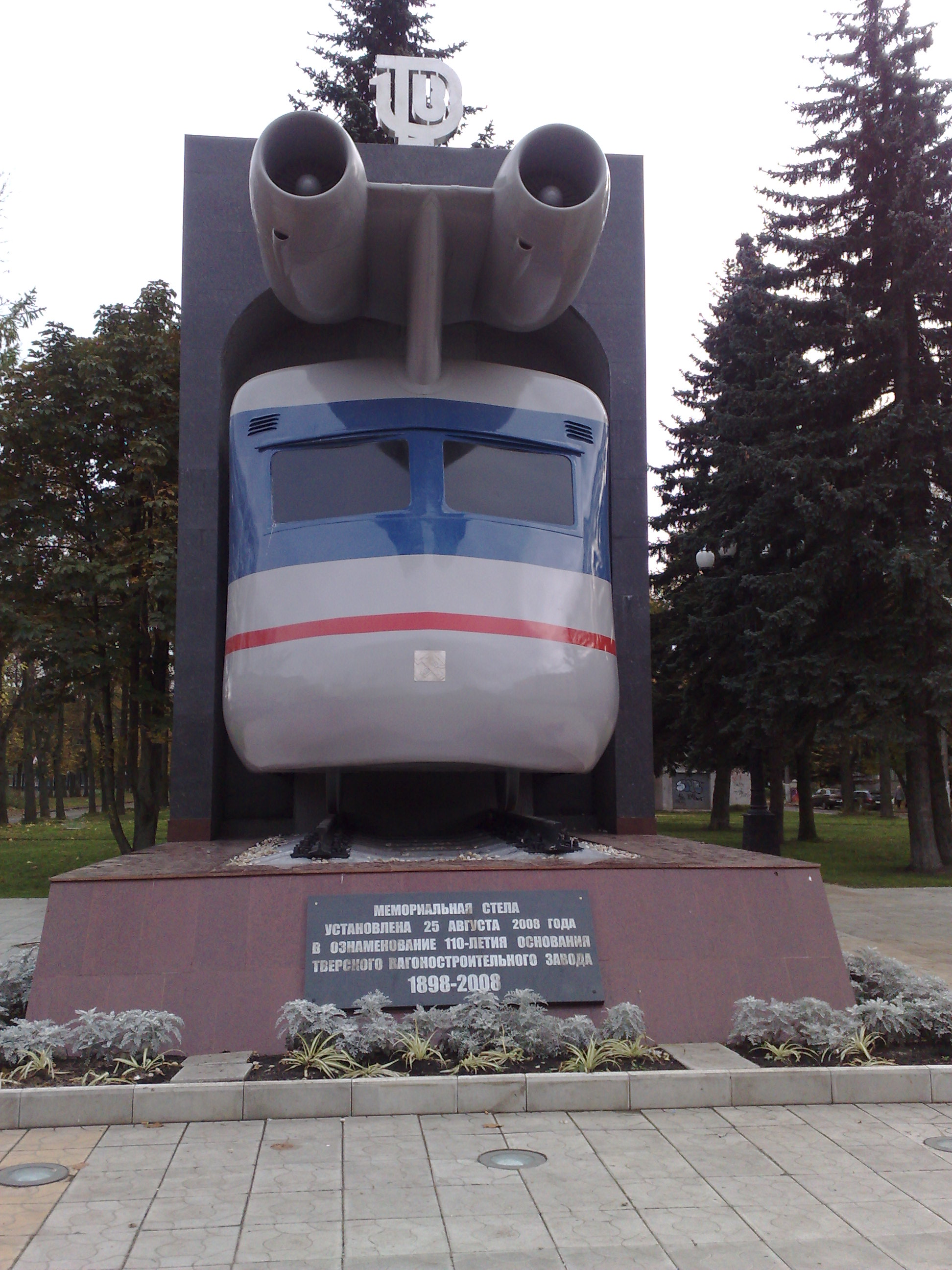
Памятная стела напротив комплекса ТВЗ

В 1970 году началась обкатка вагона, которая проходила на заводских путях. Из-за ограниченной длины (несколько сотен метров) сильно разгонять СВЛ было нельзя, однако этого было достаточно, чтобы оценить динамику. Выяснилось, что за 10—15 секунд вагон набирал скорость в 50 км/ч. Испытания (как обкатка, так и скоростные испытания) шли под управлением машиниста Михаила Непряева и авиамеханика Алексея Лозова.
После окончания обкатки в ноябре 1970 года вагон был выведен на подъездные пути, прилегающие к станции Калинин. В 1971 году проводились испытания на линии Голутвин — Озёры, где удалось достичь скорости 187 км/ч. Развить большую скорость не позволяли присутствующие на этом перегоне криволинейные участки, поэтому скоростные испытания СВЛ проходили на магистральном участке железнодорожного пути между станциями Днепродзержинск и Новомосковск Приднепровской железной дороги. В феврале 1972 года здесь была достигнута рекордная для железных дорог колеи 1520 мм скорость — 249 км/ч (по другим данным — 274 км/ч), при расчётной скорости СВЛ 250 км/ч.
Программа была выполнена полностью к 1975 году. Полученные результаты позже были использованы для создания скоростных пассажирских вагонов «Русская тройка» (РТ200) и собственно электропоезда ЭР200. По словам директора ВНИИВ Георгия Алексеевича Казанцева, опыты с СВЛ показали, что скоростные поезда могут сохранять устойчивость на скоростях до 360 км/ч.

### Разработка ЭР200
Как было сказано выше, техническое задание на разработку ЭР200 было утверждено в 1967 году. К выполнению этой работы были подключены научные и конструкторские подразделения промышленности.
Разработка велась РФ ВНИИВ при участии ряда НИИ и ВУЗов. В общей сложности, в разработке и создании электропоезда ЭР200 участвовали коллективы более 50 научно-исследовательских институтов, проектных организаций и заводов — транспортных, механико-теоретических и авиационных. В числе предприятий-участников ЦНИИ МПС, ЛИИЖТ, ГТСС. В разработке формы головной части вагона с экспериментами в аэродинамической трубе принимал участие Московский государственный университет. ТПИ и МИИТ выполнили исследования, результаты которых были использованы при эскизном проектировании.
Главным (ведущим) конструктором проекта был назначен Всеволод Коровкин, занимавший в период с 1969 по 1975 год должность начальника бюро скоростных поездов РВЗ.
Технический проект выполнялся РВЗ и РЭЗ и был завершён в декабре 1969 года, в соответствии со сроками плана. В мае 1970 года РВЗ получил на него официальное заключение от МПС. Замечания по техническому проекту проработали и в течение 1971 года выпустили и окончательно утвердили рабочую документацию. При этом конструкция ЭР200 была абсолютно новой (без заимствования узлов от других поездов). В то же время технические решения по ЭР200 должны были быть просты в производстве, поскольку его строили параллельно с серийными поездами.
Основные решения по силовому электрооборудованию, тиристорному импульсному регулятору и автоматическим системам были предварительно отработаны РФ ВНИИВ совместно с другими предприятиями на макетной секции в 1971—1973 годах. Отработка проходила на Прибалтийской железной дороге
Параллельно с разработкой электропоезда принимались меры по модернизации инфраструктуры. Например, для питания 14-вагонного состава требовался ток порядка 4000 А, в то время как быстродействующие автоматы тяговых подстанций были рассчитаны на 3000 А.

### Первый состав

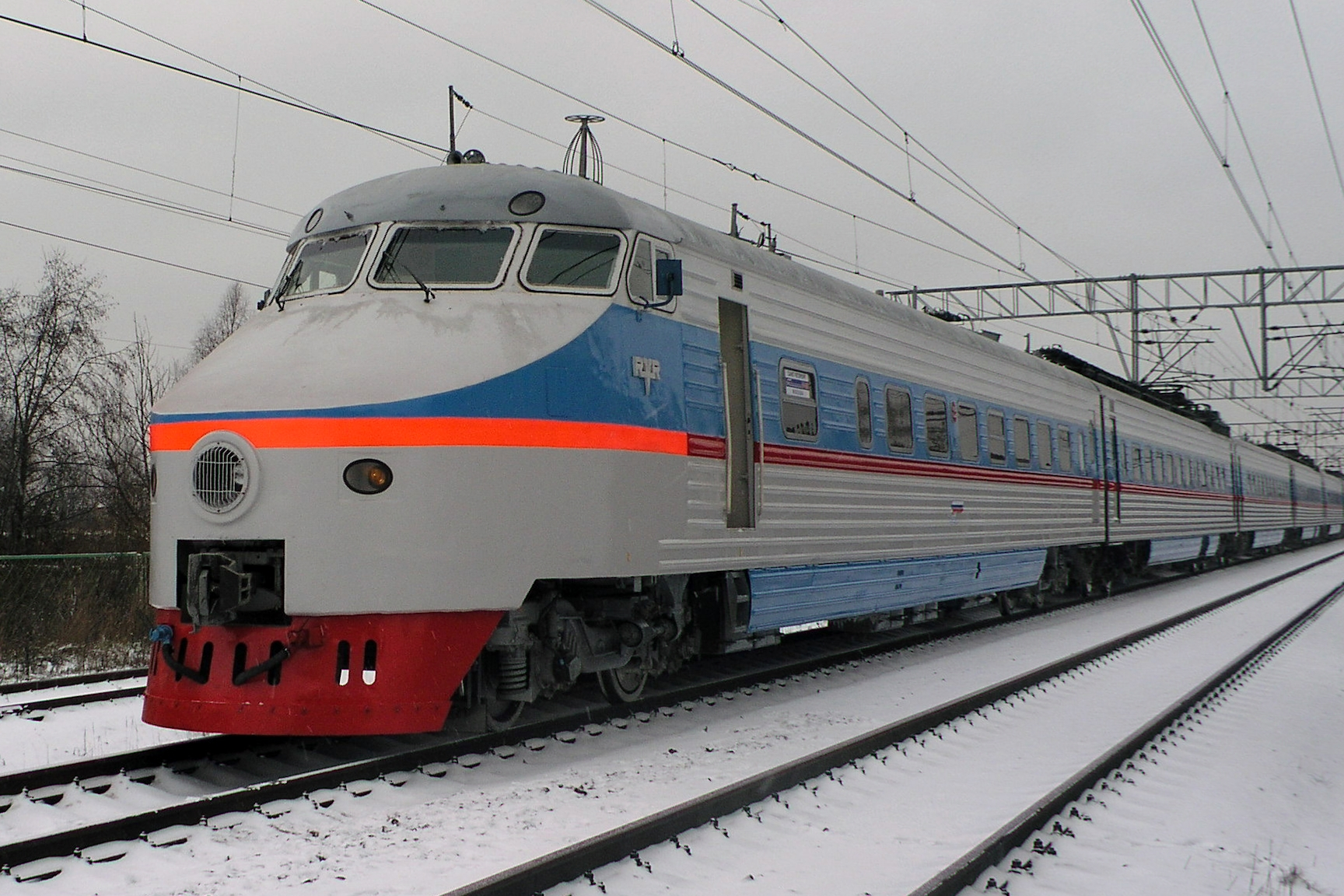
ЭР200-1

В декабре 1973 года был готов опытный электропоезд. Сначала он состоял из шести вагонов — двух головных и четырёх моторных, но вскоре составность стала 14-вагонной.
Дату первых ходовых испытаний несколько раз переносили, но затем утвердили 15 января 1974 года. В этот день опытный состав впервые покинул территорию завода и прибыл на участок Ошкалны (Земитаны) — Саулкрасты, где развил скорость 102 км/ч. В ходе поездки произошло возгорание электрооборудования, поэтому пришлось возвращаться к заводу. Вечером того же дня о выходе ЭР200 на испытания сообщили в телевизионной программе «Панорама» (без упоминания о возгорании).
До июля 1974 года под управлением машиниста 1 класса Д. Д. Дмитриенко (депо Засулаукс) состав совершал тестовые поездки на том же участке. Там же впервые была достигнута скорость 165 км/ч. Такую скорость там можно было набирать только кратковременно.
Далее в том же году, после заводской наладки и поколёсного взвешивания, электропоезд поступил для обкатки и испытаний на скоростной полигон ВНИИЖТа Белореченск — Майкоп. Электропоезд был загружен балластом для имитации полезной нагрузки, в вагонах установили измерительное оборудование. Здесь в 1975 году были закончены комплексные приёмочные испытания.
Испытания проводились усилиями ВНИИЖТ, совместно с ВНИИВ, РФ ВНИИВ и РВЗ. Они шли по двум основным программам: первая предусматривала исследования динамических ходовых показателей, вторая — изучение тягово-энергетических параметров.
В декабре 1974 года скорость движения электропоезда дошла до 206 км/ч, а в 1975 году на перегоне Ханская — Белореченск впервые была достигнута скорость 210 км/ч.
В период с августа по октябрь ВНИИЖТ провёл динамические, тягово-энергетические и тормозные испытания. В ходе проведённых испытаний было установлено, что основные тяговые и тормозные характеристики поезда соответствуют предъявляемым требованиям, и по достигнутым на полигоне динамическим показателям при скоростях 200—210 км/ч он может быть допущен к продолжению комплексных испытаний на Октябрьской железной дороге.
Испытания на Октябрьской дороге проводились в 1976 году. Этому этапу предшествовала повторная тщательная наладка состава, в ходе которой устранялись отдельные дефекты, выявленные на скоростном полигоне.
В следующем году состав был показан на выставке «Желдортранс-77», а 16 ноября 1979 года состоялся его первый опытный рейс с пассажирами.
Во время опытных рейсов между Ленинградом и Москвой максимальная скорость в пути составляла 160 км/ч.
С начала 1975 года до марта 1984 года на опытном поезде производились конструктивные изменения, необходимость которых была выявлена по результатам испытаний. Ниже приведены основные изменения.
Заменены пневморессоры центрального подвешивания вагонов новыми пневморессорами конструкции ВНИИВ. Они имели резинокордные оболочки 580×170 мм (при этом статический прогиб рессорного подвешивания головного вагона составил 188 мм, а моторного — 207 мм). Замены пружины и резино-металлические блоки поводков буксовой ступени подвешивания, трущиеся пары опорных скользунов тормозных дисков. Усилены кузовные кронштейны. Перепланированы внутренние помещения головных вагонов, в том числе и буфет-баров. Перенесены из-под кузова на крышу пуско-тормозные резисторы. Заменена релейно-импульсная система межступенчатого регулирования напряжения. Вместо неё установлена широтно-импульсная система с постоянной частотой 400 Гц (для более благоприятного воздействия на устройства сигнализации, централизации и блокировки). Установлены электронные противогазные устройства. Применены несколько изменённые мостовые и переходные электропневматические контакторы.
Специалисты ВНИИЖТ предложили перенести пуско-тормозные резисторы и дроссели фильтров на крыши вагонов для защиты внешнего электрооборудования. Сначала разрабатывались и устанавливались защитные экраны и другие элементы, но позже из-за низкой эффективности таких решений от них отказались. Требовалась защита и от летящих с железнодорожного полотна камней и мусора, поскольку это приводило к повреждениям трубопроводов, открытию концевых кранов, обрывам межвагонных соединений. Полностью решить проблему изменением конструкции поезда не удалось, поскольку наиболее эффективным методом, как выяснилось, является содержание путей в надлежащем состоянии (в частности, уровень щебня не должен превышать верхнего уровня шпал).
Помимо этого, был дополнительно проработан вопрос очистки воздуха, поступающего для охлаждения ТЭД, от снега. Доработке подверглись автомашинист, автоматическая локомотивная сигнализация АЛС-200, пневморессоры, подвеска вспомогательных машин, гидродемпферы, рамы тележек, подрессорного бруса, буксовые узлы, фрикционные гасители колебаний.

### Запасные головные вагоны
К концу 1980-х годов вагоны электропоезда ЭР200-1 уже требовали проведения капитального ремонта. Моторные вагоны можно было исключать из состава поезда и вновь включать по очереди, но с головными было сложнее. Поэтому в 1988 году были изготовлены два дополнительных головных вагона (105 и 107). Эти вагоны впоследствии стали совместимы по цепям управления как с первым, так и со вторым составом. После постройки этих вагонов было решено изготовить ещё один электропоезд ЭР200.

### Второй состав

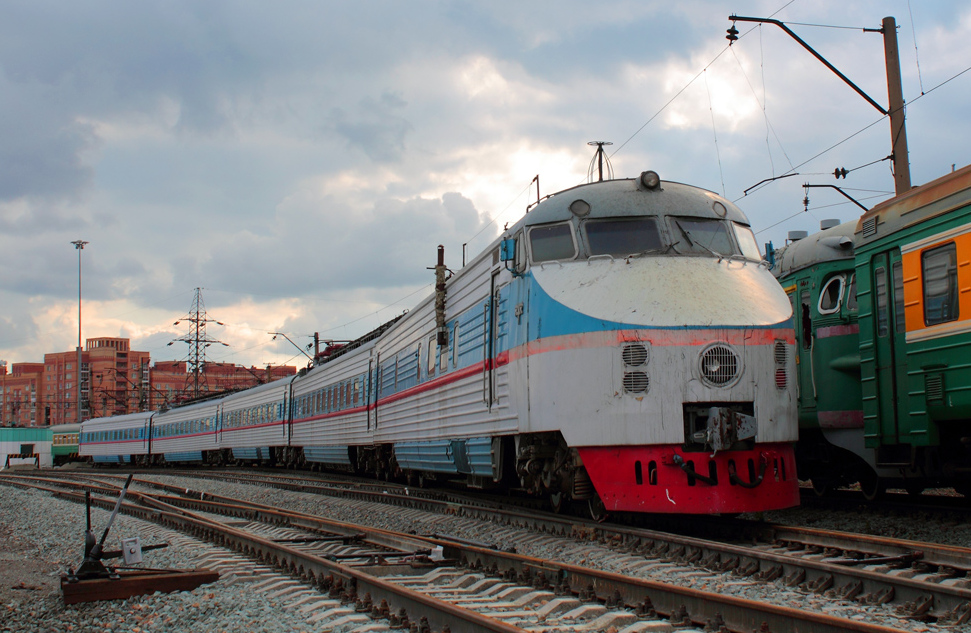
ЭР200-2 (часть состава)

Электропоезд ЭР200-2 был построен заводом РВЗ с участием РЭЗ в 1991 году и изначально состоял из шести вагонов (номера 201, 212, 214, 222, 224, 203). Далее за три года были построены ещё шесть вагонов (в 1992 году номера 232 и 234, в 1993 году номера 242 и 244, в 1994 году номера 252 и 254).
Новые вагоны сначала имели конструктивные отличия от первого состава, в том числе отличия в цепях управления, из-за чего возникала невозможность совместной работы вагонов разных выпусков. Позже несовместимость устранили.
Внешнее отличие головных вагонов этого поезда от вагонов первого выпуска в сдвоенных буферных фонарях, наличии дополнительного прожектора над лобовым стеклом кабины машиниста для подсветки контактной сети, а также количеством и расположением окон головного вагона.
Новый состав поступил в локомотивное депо Ленинград-Пассажирский-Московский. При этом выяснилось, что электрическое оборудование имело большие недоработки, что сказалось на сроках наладки.
В 1994 году ВНИИЖТ провёл испытания ЭР200-2. По результатам испытаний состав не был рекомендован для пассажирской эксплуатации. Некоторые узлы имели низкую надёжность, в связи с чем было принято решение применять в отдельных местах схемы электрооборудование, аналогичное установленному на ЭР200-2. Блоки управления тиристорными регуляторами было решено спроектировать заново. Для проведения работ по модернизации электрооборудования ЭР200-2 было подключено АО «Опытный завод Ленинец» из Санкт-Петербурга. Модернизированный ЭР200-2 проходил контрольные испытания, по результатам которых он был допущен к эксплуатации.

## Общие сведения

### Составность
Изначально планировалось все вагоны ЭР200 сделать моторными. Однако позже решили установить на головных вагонах бегунковые оси. Такое решение позволяло использовать на этих парах датчики скоростемеров, избегая при этом погрешностей от проскальзывания, которому подвержены обмоторенные колёсные пары в режимах разгона и торможения.
Вагоны первого состава сначала были несовместимы с вагонами второго, но многое у обоих поездов уже в то время было общим. Оба состава включали в себя вагоны Пг (прицепной головной), Мп (моторный промежуточный) и МпТ (моторный промежуточный с токоприёмником), для каждого из них — своих моделей. При этом моторные вагоны объединялись в двухвагонные секции Мп+МпТ. Электрические цепи в такой секции соединены попарно и имеют общий для восьми ТЭД комплект пуско-тормозной регулирующей аппаратуры. Для возможности управления требовался хотя бы один головной вагон (для нормальной эксплуатации в обе стороны движения — два головных вагона по концам состава). Поэтому каждый состав мог формироваться из двух вагонов Пг по концам и одной или нескольких секций Мп+МпТ (в общем случае максимум шесть секций на состав). С учётом того, что для ЭР200-1 было изготовлено шесть секций, а для ЭР200-2 — всего пять, реально можно было составлять поезда по формуле Пг+N*(Мп+МпТ)+Пг, где N = 1…6 для ЭР200-1, N = 1…5 для ЭР200-2, то есть минимально для возможности движения необходимо сцепить три вагона (Пг+Мп+МпТ), а максимальной составности соответствует композиция из 14 вагонов (Пг+6*(Мп+МпТ)+Пг).

### Нумерация и маркировка
Система нумерации и маркировки, применённая на ЭР200, имеет общие черты с другими сериями РВЗ, однако имелись и значительные отличия. Составы получили номера с одной цифрой в каждом, то есть без нулей в старших разрядах: 1 (для состава модели 62-110) и 2 (для состава модели 62-285, то есть последнего). Каждый вагон получил свой трёхзначный номер, где первая цифра являлась номером состава, вторая — номером секции (для вагонов Пг — цифра 0), третья — номером вагона в секции (для вагонов Мп и МпТ) или условным номером (для вагонов Пг). Первая цифра могла быть 1 или 2 (дополнительные вагоны Пг имели номера 105 и 107, то есть формально относились к первому составу). Вторая цифра для каждого состава менялась от 1 до N, где N — количество секций в составе. Третья цифра могла быть нечётной (для прицепных вагонов), либо чётной (для моторных вагонов). При этом штатные прицепные вагоны каждого состава получили цифры 1 и 3 (дополнительные вагоны первого — 5 и 7), моторные вагоны в каждой секции — 2 (для МпТ) и 4 (для Мп).
Маркировка вагонов выполнялась под окнами посередине вагона в формате ЭР200-XYZ, где XYZ — трёхзначный номер вагона. Например, ЭР200-152 — вагон типа МпТ, № 4 в пятой секции в составе № 1; ЭР200-203 — вагон типа Пг, № 3 в составе № 2. Маркировка на лобовой части вагона Пг с номером состава (либо вагона) не выполнялась. На боковых стенках кабины машиниста закреплялся логотип РВЗ позднего варианта (в виде букв RVR).

### Технические характеристики

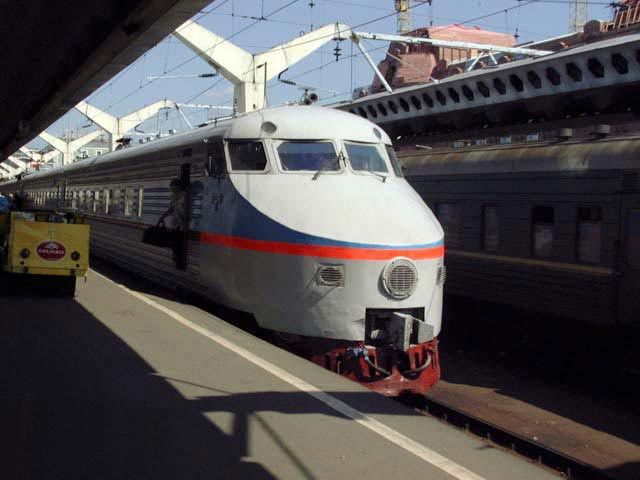
ЭР200-1 у перрона

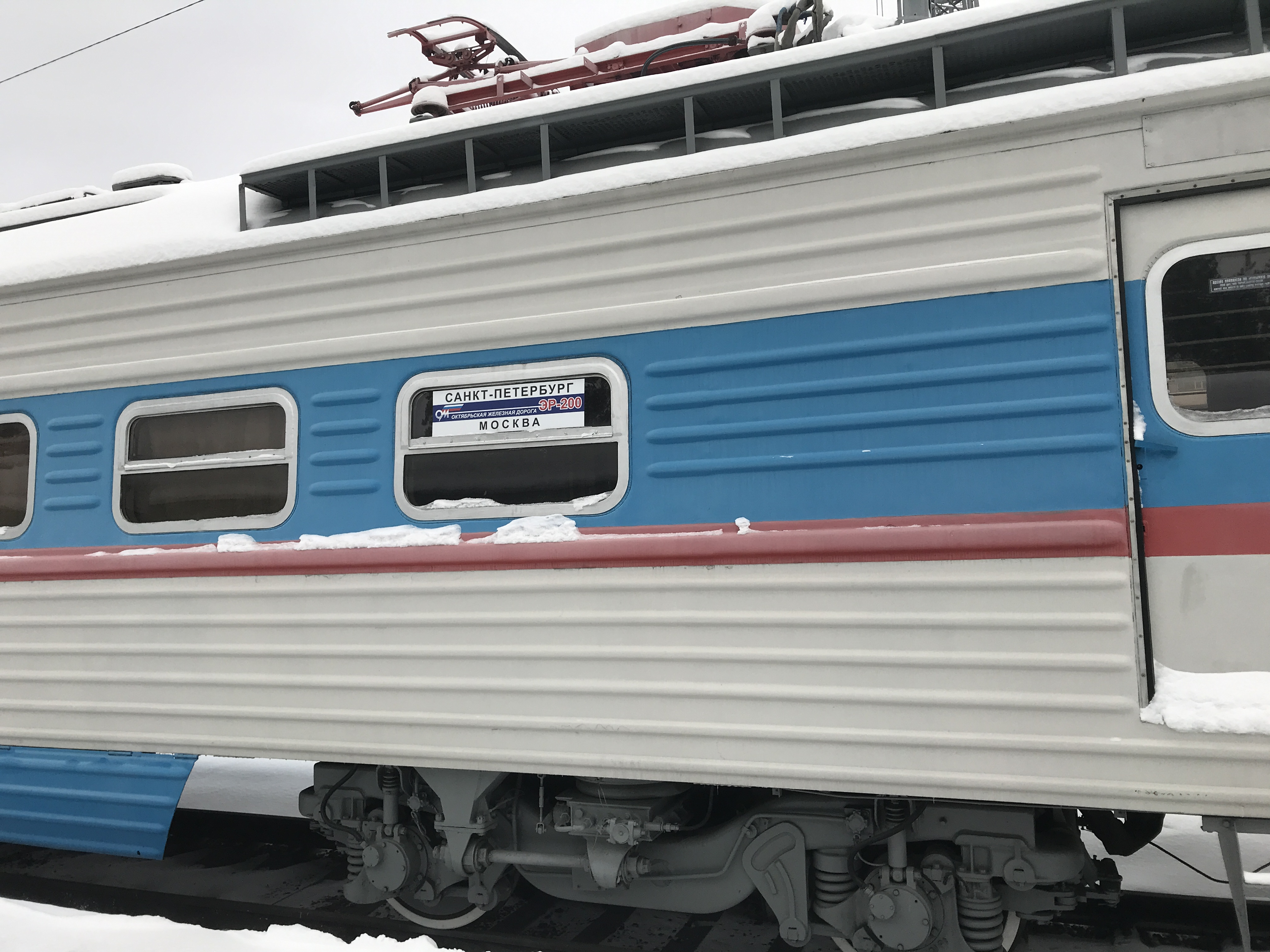
Маршрутный указатель

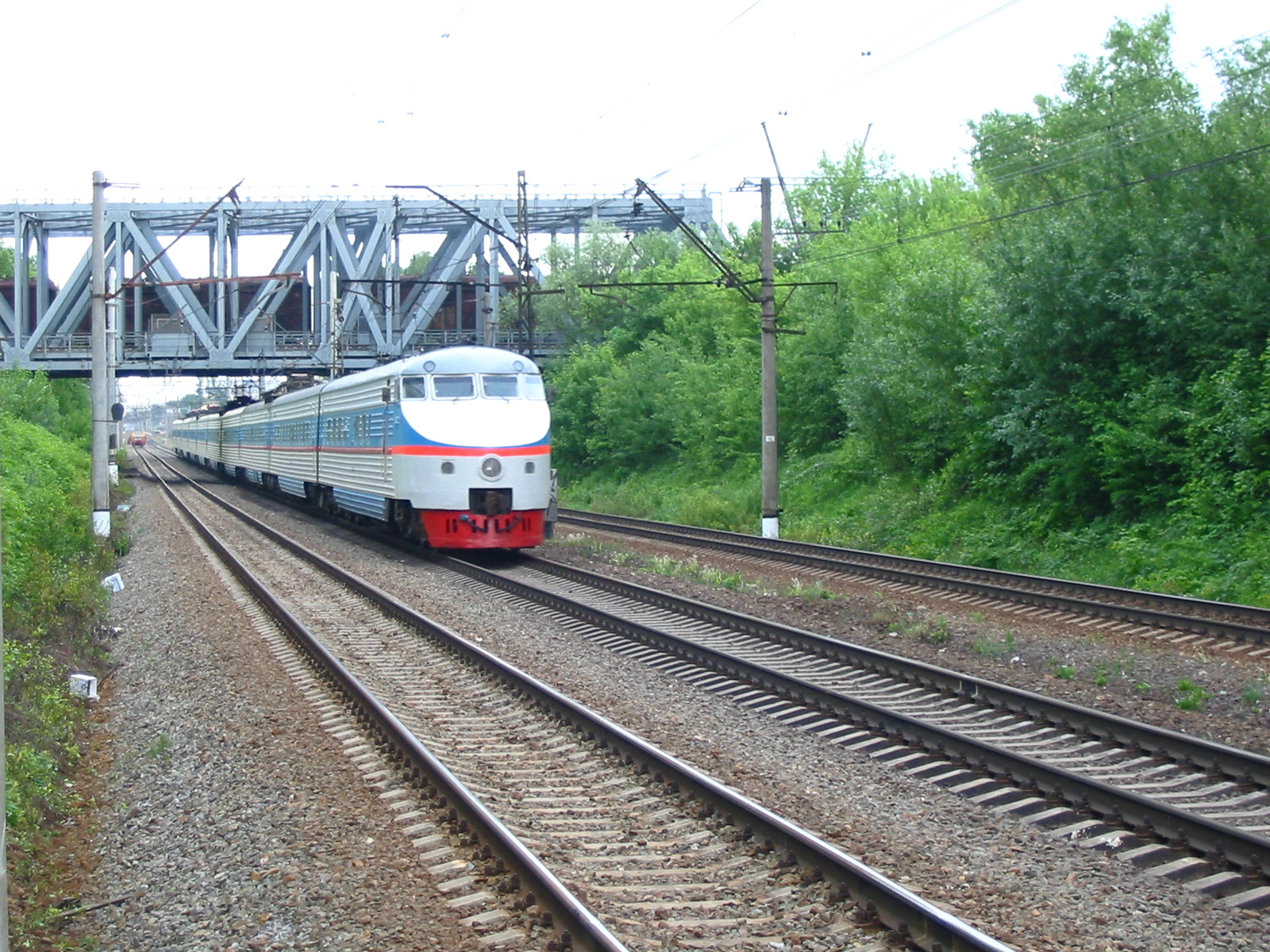
ЭР200-1 в районе платформы НАТИ

Основные параметры для десятивагонного состава ЭР200-1 (модель 62-110, композиция Пг+4(Мп+МпТ)+Пг):
| Параметр                                  | Параметр                                  | Вагон Пг | Вагон Мп   | Вагон МпТ  | Электропоезд |
| ----------------------------------------- | ----------------------------------------- | -------- | ---------- | ---------- | ------------ |
| Габарит по ГОСТ 9238                      | Габарит по ГОСТ 9238                      | 1-Т      | 1-Т        | 1-Т        | 1-Т          |
| Ширина колеи, мм                          | Ширина колеи, мм                          | 1520     | 1520       | 1520       | 1520         |
| База вагона, мм                           | База вагона, мм                           | 18 800   | 18 800     | 18 800     | ——           |
| База тележки, мм                          | База тележки, мм                          | 2500     | 2500       | 2500       | ——           |
| Длина по осям сцепок, мм                  | Длина по осям сцепок, мм                  | 26 537   | 26 614     | 26 614     | 265 986      |
| Высота до верхней точки кузова, мм        | Высота до верхней точки кузова, мм        | 4200     | 4200       | 4200       | 4200         |
| Ширина, мм                                | Ширина, мм                                | 3130     | 3130       | 3130       | 3130         |
| Ширина входной двери, мм                  | Ширина входной двери, мм                  | 790      | 790        | 790        | 790          |
| Количество входных дверей                 | Количество входных дверей                 | 2×2      | 2×2        | 2×2        | 2×20         |
| Диаметр новых колёс по кругу катания, мм  | Диаметр новых колёс по кругу катания, мм  | 950      | 950        | 950        | 950          |
| Передаточное число редуктора              | Передаточное число редуктора              | ——       | 2,346      | 2,346      | ——           |
| Масса, т                                  | тары                                      | 48,7     | 56,5       | 58,5       | 557,4        |
| Масса, т                                  | расчётная                                 | 51,1     | 62,9       | 64,4       | 611,4        |
| Максимальная нагрузка на ось, тс          | Максимальная нагрузка на ось, тс          | 12,8     | 15,8       | 16,1       | ——           |
| Число сидячих мест                        | Число сидячих мест                        | 24       | 64         | 64         | 560          |
| Конструкционная скорость, км/ч            | Конструкционная скорость, км/ч            | 200      | 200        | 200        | 200          |
| Напряжение тяговой сети, В                | Напряжение тяговой сети, В                | ——       | =3000      | =3000      | =3000        |
| Сила тяги при пуске (на ободах колёс), кН | Сила тяги при пуске (на ободах колёс), кН | ——       | 4×8,9=35,6 | 4×8,9=35,6 | 8×35,6=284,8 |
| Мощность, кВт                             | часового режима                           | ——       | 4×240=960  | 4×240=960  | 8×960=7680   |
| Мощность, кВт                             | продолжительная                           | ——       | 4×215=860  | 4×215=860  | 8×860=6880   |

## Конструкция

### Механическая часть

#### Кузов

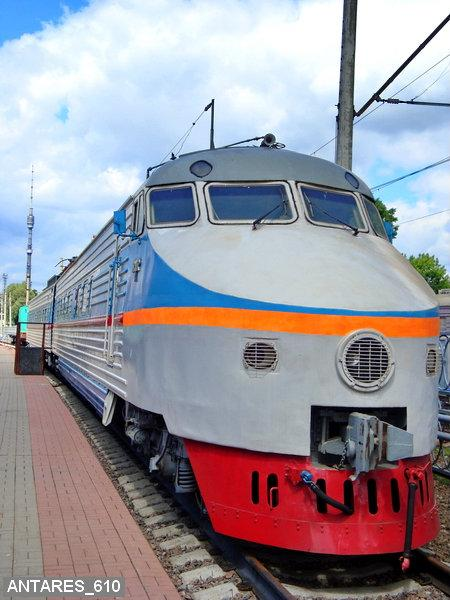
Лобовая часть головного вагона ЭР200-1

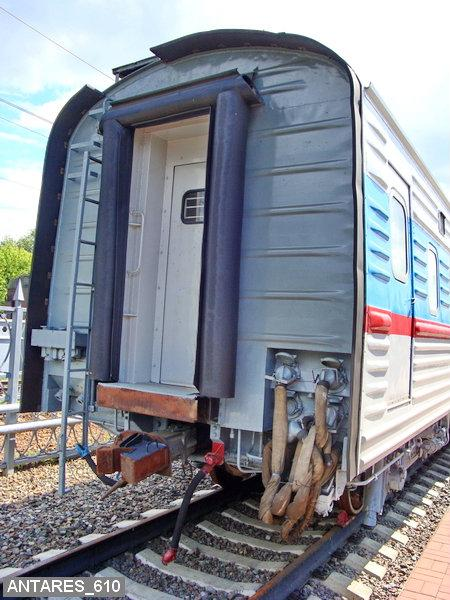
Торец промежуточного вагона

Кузов вагонов поезда с целью облегчения конструкции был выполнен сварным, из алюминиевых сплавов (АМ5, АМ6, 1915). Фактически он представлял замкнутую оболочку с вырезами для окон и дверных проёмов. Сварная рама покрыта приваренными к балкам гофрированными листами. Крыша также образована гофрированными листами и изнутри усилена потолочными дугами. Боковые стены армированы горизонтальными и вертикальными элементами жёсткости, выполненными из преcсованных профилей. Стальной кузов аналогичной конструкции имел бы массу примерно на 4,5 тонны больше.
Особое усиление каркаса кузова было вызвано в том числе необходимостью борьбы с явлением галопирования. До предела увеличили упругость кузова. Между вагонами применили облегчённую жёсткую автосцепку с резинометаллическими гасителями ударов. Она не допускала раскачивания вагонов из стороны в сторону, но при этом делала возможным изгибы состава по вертикали при прохождении подъёмов и спусков. Свою роль также здесь играли регуляторы положения кузова и пневморессоры.
Лобовая часть головного вагона выполнена вытянутой вперёд и зауженной, что позволило снизить аэродинамическое сопротивление. С этой же целью на концах боковых стен и крыш вагонов установили резиновые полосы, сокращавшие воздушные промежутки между соседними вагонами. Ещё одним приёмом для лучшего обтекания стала новая бочкообразная форма профиля кузова вагона. Боковые стенки до подоконного уровня выполнили вертикальными, а выше они сходились внутрь. Фальшборта снизу и углы крыши сверху имели скруглённое сечение.
При такой конструкции собственная частота изгибных колебаний лежала в интервале от 6,0 до 7,5 Гц, в то время как по нормативам она должна была быть не менее 8 Гц. Впоследствии это стало причиной появления трещин в несущих элементах кузовов вагонов при эксплуатации.
Каждый вагон имеет два тамбура, которые располагаются в крайних частях кузова и имеют выходы на обе стороны от пути. Выходы выполнены из расчёта посадки и высадки пассажиров только при высоких платформах.
Для сцепления с другим подвижным составом на головных вагонах установлена автосцепка СА-3. Между собой вагоны электропоезда соединяются облегчённой жёсткой автосцепкой Шарфенберга. Сцепки Шарфенберга уже применялись на советских метровагонах; в отличие от метрополитена, межвагонные пневматические и электрические соединения ЭР200 не были интегрированы в конструкцию этих сцепок. Крепление межвагонных сцепок к рамам вагонов выполнено аналогично креплению сцепок СА-3.

#### Тележки

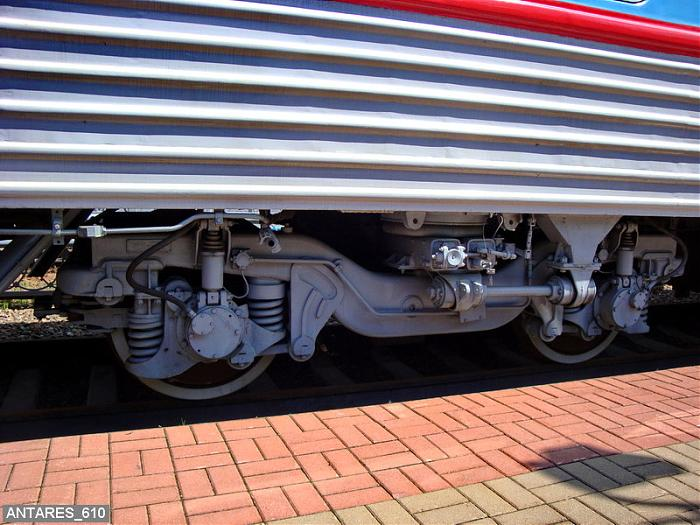
Тележка вагона поезда ЭР200

Каждый вагон опирается на две двухосные бесчелюстные тележки. В конструкции тележек применены роликовые и шариковые подшипники, воспринимающие как вертикальные, так и горизонтальные воздействия. Применены рессоры двух типов: пружинные буксовые (с гасителями колебаний) и (впервые в советском электровагоностроении) пневматические центральные, диафрагменного типа. Помимо пневморессор в конструкцию тележек включили пневмодроссели и гидравлические гасители колебаний. Рамы тележек сварной конструкции. Они имели вид замкнутого контура и состояли из продольных и поперечных коробчатых балок. На каждую буксу рама тележки опирается через две цилиндрические пружины, установленные на подбуксовых балансирах. Подрессорный брус имеет полости, позволяющие ему работать в качестве воздушного резервуара для пневморессор; на концах бруса установлены клапаны регулирования горизонтального положения кузова. При изменении статического прогиба рессор они обеспечивали кузову постоянную высоту. Суммарный статический прогиб рессорного подвешивания составлял от 110 до 140 мм. Проектом его величина была предусмотрена в 195 мм, из которых 150 мм должны были приходиться на центральное подвешивание. Моторная и немоторная тележки были унифицированы между собой по конструкции и отличались наличием тягового привода и заземляющего устройства.
На моторных тележках применена опорно-рамная подвеска тягового электродвигателя (ТЭД), каждый из которых приводит в движение свою колёсную пару. Редуктор одноступенчатый, с передаточным отношением 1:2,346. Связь редуктора с валом ТЭД осуществляется через резинокордную муфту.
Колёсные пары тележек выполнены с цельнокатанными колёсами (то есть безбандажные). На всех колёсах, кроме колёс первой колёсной пары передней тележки каждого вагона Пг, установлены тормозные диски. На тележках установлены специальные колодки, очищающие поверхности катания колёс. Это позволяет увеличить сцепление колёс с рельсами, а также уменьшает электрическое сопротивление в месте контакта.

#### Пневмоподвешивание кузова
Электропоезд ЭР200 - первый серийный отечественный электропоезд, оборудованный пневматическими рессорами (пневмоподвешиванием). Кузов вагона опирается на каждую из двух тележек через две пневморессоры – правую и левую. Пневморессоры состоят из цилиндрических резинокордовых оболочек, заполненных сжатым воздухом, штатно подаваемым из напорной магистрали вагона. Для создания запаса воздуха в системе пневморессор каждого вагона имеется резервуар объёмом 170 л. Предусмотрена возможность отключения пневморессор любой тележки, а также возможность питания пневморессор сжатым воздухом от тормозной магистрали (при пересылке электропоезда в холодном состоянии).
Система пневмоподвешивания автоматически поддерживает расстояние между кузовом и тележками независимо от загрузки вагона, а также исключает наклон кузова вправо или влево. Для этого предусмотрены механические регуляторы положения кузова, по одному на каждую пневморессору. В зависимости от загрузки вагона регуляторы изменяют давление в пневматических рессорах. Так, если в вагон вошли пассажиры, вес кузова увеличится и кузов опустится. При этом регуляторы положения кузова увеличат давление воздуха в рессорах. Кузов приподнимется и займёт исходное положение.
Для защиты от недопустимого подъёма кузова на тележке у каждой пневморессоры установлен выпускной клапан, который при подъёме кузова на 50 мм выше номинального уровня выпускает воздух из своей пневморессоры. Для защиты от перекоса кузова при неисправности одной из рессор установлены быстродействующие клапаны, по одному на тележку. При разности давлений в пневморессорах тележки более 1,3 атмосферы такой клапан выпускает воздух из соседней пневморессоры тележки.
Для информирования об отсутствии давления воздуха в какой-либо рессоре либо его недопустимом снижении (ниже 2 атмосфер) предусмотрены пневматические выключатели, по одному на каждую тележку. При давлении в рессорах тележки ниже 2 атмосфер такой выключатель выключает реле, которое включает лампы «Пневморессоры» в кабинах машиниста головных вагонов и в купе проводника неисправного вагона. При загорании этих ламп скорость движения поезда не должна была превышать 80 км/ч.
Похожая система пневмоподвешивания в настоящее время[когда?] используется на ряде отечественных электропоездов (в том числе на электропоездах метрополитена).

### Тормозное оборудование
Вагоны в исходном исполнении имели три системы торможения: электрическую реостатную (для плавного торможения в диапазоне скоростей от 200 до 35 км/ч), электропневматическую дисковую (для интенсивного торможения) и магниторельсовый тормоз (МРТ, для экстренного торможения совместно с другими тормозными системами). МРТ проходил доводку до пригодного состояния в течение нескольких лет, однако безуспешно, в виду чего он был снят со всех вагонов ЭР200). При служебном торможении, а также при скоростях ниже 35 км/ч электрический и электропневматический тормоза работают одновременно.
В конструкции МРТ применены два башмака, подвешенные на каждой тележке; катушки пары башмаков включались последовательно и питались постоянным током напряжением 110 В.
Воздушные компрессоры C2000 финской компании Tampella предназначены для нагнетания сжатого воздуха в два последовательно соединённых резервуара ёмкостью 170 л каждый. Сжатый воздух из питательной магистрали (ПМ) через трёхходовой кран и клапан максимального давления поступает в один из резервуаров, к вентилю и реле давления. Резервуар соединён с электровоздухораспределителем, который с одной стороны сообщается с тормозной магистралью (ТМ), а с другой через сбрасывающий клапан соединён с тормозными цилиндрами, имеющими встроенный регулятор хода поршня. Сбрасывающий клапан обеспечивает быстрое поосное растормаживание колёсной пары при срабатывании противоюзного устройства. Реле давления связано с подъёмниками МРТ, обеспечивавшими спуск башмаков МРТ на рельсы. От ТМ выполнены отводы к стоп-кранам. Для оповещения машиниста о наличии сжатого воздуха в цилиндрах установлены сигнализаторы отпуска тормозов.
Управлять электропневматическим дисковым тормозом можно посредством крана машиниста или кнопки (контроллера) на пульте машиниста (на каждом вагоне Пг установлены краны машиниста усл. № 394). Включение этого тормоза происходит через электровоздухораспределители усл. № 371, установленные на каждом вагоне. Тормозные диски установлены на всех колёсных парах вагонов Мп и МпТ, а также на трёх колёсных парах каждого вагона Пг (см. выше). Диски, каждый из которых состоит из двух половин, поставлялись фирмой Knorr-Bremse. Тормоз состоит из чугунного диска и двух композиционных накладок, прижимаемых к диску клещевым механизмом. Усилие с тормозного цилиндра через двуплечий горизонтальный рычаг передаётся на клин, который через вертикальные рычаги приводит в движение накладки. В тормозной цилиндр встроен авторегулятор, поддерживающий постоянную величину зазора между диском и накладками.
Помимо функции тормоза пневматическая система может использоваться для некоторых других задач. Например, из ПМ через трёхходовой кран и обратный клапан воздух поступает в систему пневматического подвешивания вагона.

### Электрооборудование

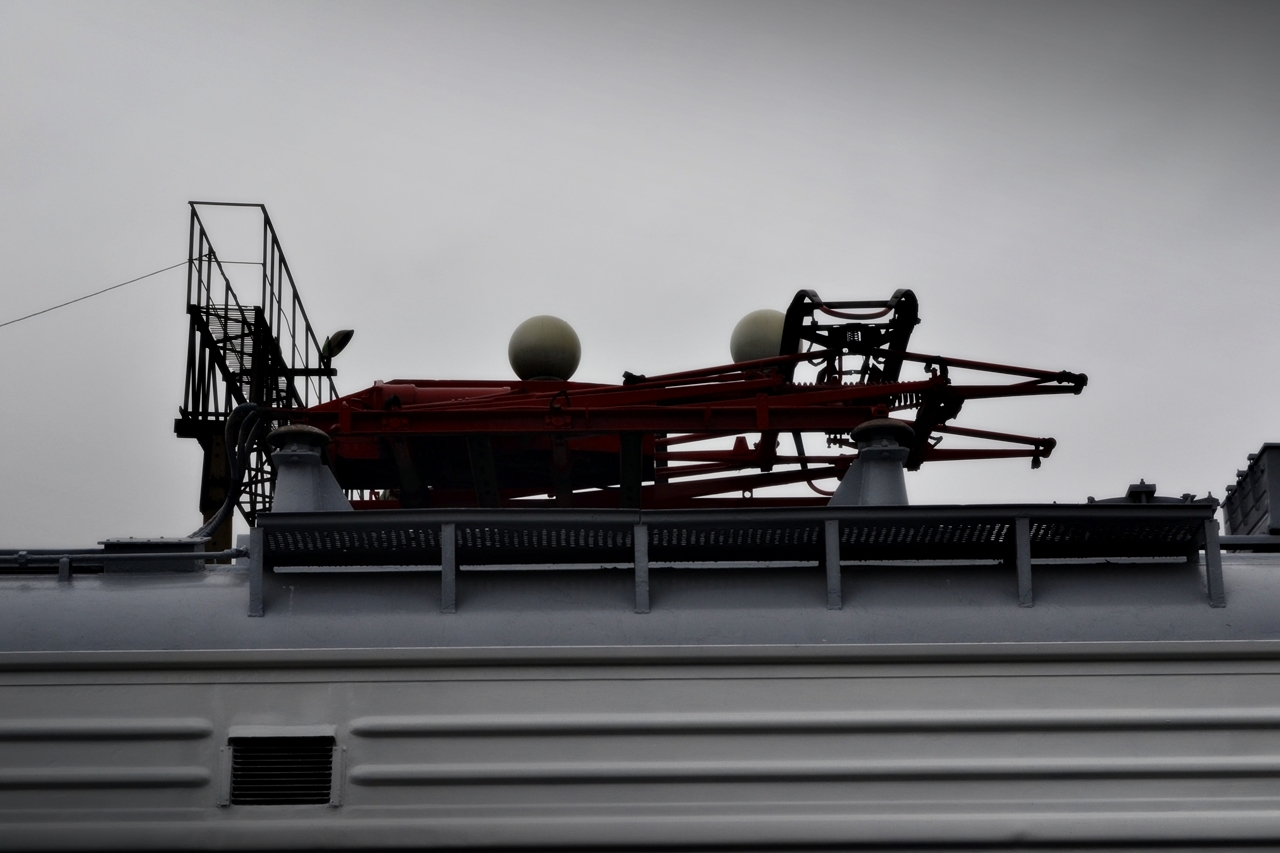
Токоприёмник поезда ЭР200 в опущенном положении

Основное тяговое электрооборудование для электропоезда поставил Рижский электромашиностроительный завод, отдельные аппараты и узлы разрабатывались в пятидесяти различных конструкторских бюро страны.
Моторные вагоны составляют пары (секции): Мп (моторный промежуточный) и МпТ (моторный промежуточный с токоприёмником). Каждая пара имеет общую силовую схему для обеспечения регулирования напряжения на ТЭД. Вагон МпТ, помимо токоприёмника, также имеет всё оборудование для управления тяговыми двигателями обоих вагонов (в частности, тиристорный регулятор, силовой контактор, тормозной переключатель, реверсор, высоковольтный быстродействующий выключатель, линейные контакторы, пуско-тормозные резисторы на оба вагона секции, оба блока резисторов для ослабления возбуждения, главный разъединитель). Это оборудование размещено под кузовом вагона. На крыше вагона МпТ расположены токоприёмник, два разрядника (РМВУ-3,3), фильтр (ФСК-4А-2) и дроссель (1ДР.014) для подавления радиопомех. На вагоне Мп под кузовом расположены: машинный преобразователь типа 1ПВ.004 (позволяет получать из напряжения контактной сети трёхфазное напряжение 220 В частотой 50 Гц для питания вспомогательных цепей), контакторы отопления и преобразователя, реле боксования, мотор-компрессор и аккумуляторная батарея (АКБ) секции. Преобразователь 1ПВ.004 состоит из двигателя постоянного тока (напряжением 3000 В и мощностью 87 кВт) и синхронного генератора трёхфазного тока частотой 50 Гц (напряжением 220—236 В при мощности 75 кВт); скорость вращения вала 1500 об/мин.
Вагоны Пг не имеют тяговых двигателей и токоприёмников, но имеют вспомогательное электрооборудование (преобразователь 1ПВ.004, АКБ и так далее). Кроме того, под кузовами всех типов вагонов установлены агрегаты кондиционеров (теплообменные аппараты, компрессоры, конденсаторы), а также пневматическое и тормозное оборудование. Каждый вагон снабжён двумя трёхфазными электродвигателями для привода системы вентиляции салона.
На тележках моторных вагонов установлены самовентилируемые тяговые электродвигатели (ТЭД) типа 1ДТ.001 с последовательным возбуждением и рамной подвеской, по одному на каждой оси. Они представляли собой цилиндрические четырёхполюсные машины с добавочными полюсами и петлевой обмоткой якоря. Масса ТЭД 1320 кг, номинальное напряжение 750 В, расчётный пусковой ток 350 А.
При номинальном напряжении и возбуждении 50 % ТЭД имеет следующие параметры:
| Режим           | Мощность, кВт | Ток, А | Скорость вращения якоря, об/мин |
| --------------- | ------------- | ------ | ------------------------------- |
| Часовой         | 240           | 360    | 1740                            |
| Продолжительный | 215           | 320    | 1840                            |

При создании тягового пуско-тормозного электрооборудования применены результаты экспериментов с доработанными вагонами электропоездов ЭР2 и ЭР22, проводившихся в период с 1967 по 1972 год. Сначала испытывали секцию ЭР2И (вагоны с номерами 44808 и 837), потом вагон ЭР22И−104 с межступенчатым реостатно-импульсным регулированием скорости вращения вала ТЭД.
Плавное регулирование скорости состава ЭР200 осуществляется широтно-импульсным тиристорным регулятором тока с частотой 400 Гц. Он используется для бесступенчатого регулирования сопротивления пускового резистора при последовательном и последовательно-параллельном соединении ТЭД секции Мп+МпТ, а также для плавного регулирования возбуждения в диапазоне от 100 до 20 %. Работой регулятора управляет электронная система, формирующая импульсы управления с поддержанием заданной уставки тока в режимах тяги и электрического торможения. Изначально электропоезд был оборудован системой автоведения («Автомашинист»), которая, совместно с системой внутренней автоматики и автоматической локомотивной сигнализацией АЛС-200 управляла движением поезда по заданной программе. Заявленная точность поддержания скорости ±5 %. В процессе испытаний систему автоведения так и не удалось довести до рабочего состояния, и её сняли с поезда.
Защита ТЭД осуществлялась быстродействующими выключателями 1ВВ.001 (устанавливались на каждый вагон МпТ по одной штуке) и реле перегрузки, ранее применявшимися на электропоездах ЭР22.
Силовые цепи вагонов секции Мп+МпТ были объединены в общую силовую цепь. Четыре ТЭД каждого моторного вагона были постоянно соединены последовательно. В начале пуска последовательно соединялись все восемь ТЭД секции. Пуск осуществлялся путём вывода из цепи этих ТЭД пуско-тормозных резисторов 1БС.012 с помощью силового (реостатного) контроллера 1КС.008, имевшего электропневматический привод системы Л. Н. Решетова и 18 силовых кулачковых контакторных элементов (по девять на каждую группу из четырёх ТЭД). Переход с последовательного на параллельное соединение групп ТЭД выполнялся при помощи электропневматического мостового контактора ПКУ-1.59. Как на последовательном, так и на параллельном соединении ТЭД имелось пять пусковых ступеней, получение которых обеспечивали десять контакторных элементов силового контроллера. Между этими ступенями импульсный тиристорный регулятор обеспечивал плавное изменение напряжения. Возбуждение ТЭД также изменялось плавно тем же тиристорным регулятором. Переключение данного регулятора из режима плавного межступенчатого регулирования напряжения в режим ослабления возбуждения ТЭД осуществлялось остальными восемью контакторными элементами силового контроллера. Эти же контакторные элементы работали и в тормозном режиме. Первоначально тиристорные регуляторы для каждой группы ТЭД имели три ветви с тремя последовательно включёнными тиристорами Т-150-8-Б-1. Они, в зависимости от позиции силового контроллера, являлись либо главными, либо вспомогательными тиристорами этих регуляторов. Для их запирания применялись коммутирующие тиристоры ТЛ-150-8-Б (по три последовательно на каждую группу ТЭД). Кроме того, в каждой такой группе имелись два защитных тиристора ТЛ-150-8-Б. Всего на вагоне МпТ было 28 тиристоров. В 1977 году были установлены новые тиристорные регуляторы с тиристорами типа Т160-9-463.
Использование импульсного регулирования на ЭР200 позволило уменьшить массу его тягового электрооборудования. Минимальное возбуждение ТЭД составляло 28 %. При их параллельном соединении плавное регулирование возбуждения от 100 до 28 % начиналось со скорости 105—110 км/ч и заканчивалось при скорости 175—180 км/ч. Дальнейшее повышение скорости происходило за счёт работы по автоматической характеристике при минимальном возбуждении. Включение и отключение ТЭД в режиме тяги осуществлялось двумя электропневматическими линейными контакторами ПКУ-2.123, изменение направления вращения тяговых электродвигателей — реверсором 1П.003. Тормозной режим начинался при переключении тормозного переключателя 1П.002. Различные переключения в цепи ТЭД производились двумя переходно-тормозными электропневматическими контакторами ПКУ-2.123. Включение и отключение регулирования возбуждения осуществлялось двумя электропневматическими контакторами ПКУ-1.58. Главная рукоятка контроллера машиниста 1КУ.017, помимо нулевого положения, имела пять положений для режима тяги (одно маневровое и четыре ходовых) и четыре положения для торможения.
На маневровом положении силовой (реостатный) контроллер находился на первой позиции, при этом пусковые резисторы были полностью введены в цепь последовательно соединённых ТЭД, при 100 % возбуждения. На первом ходовом положении силовой контроллер доходил до девятой позиции, при которой пусковые резисторы оказывались полностью выведенными из цепи последовательно соединённых ТЭД, также при 100 % возбуждения. На втором ходовом положении силовой контроллер оставался на девятой позиции, при этом происходило импульсное ослабление возбуждения ТЭД, соединённых последовательно. На третьем ходовом положении силовой контроллер проходил одиннадцатую позицию, на которой осуществлялся переход с последовательного на параллельное соединение ТЭД, а их возбуждение усиливалось до 100 %. В цепь вводились пусковые резисторы. Затем силовой контроллер доходил до восемнадцатой позиции, на которой пусковые резисторы оказывались полностью выведенными из цепи параллельно соединённых ТЭД, снова при 100 % возбуждения. На четвёртом ходовом положении реостатный контроллер оставался на восемнадцатой позиции, при этом происходило импульсное ослабление возбуждения ТЭД, соединённых параллельно.
На первом тормозном положении рукоятки контроллера машиниста происходило электрическое торможение электропоезда с пониженным тормозным усилием. На втором — с нормальным тормозным усилием. На третьем к электрическому торможению с нормальным усилием добавлялось электропневматическое торможение при скорости ниже 2 км/ч. На четвёртом происходило то же, что и на третьем, но добавлялось действие магниторельсового тормоза. В тормозном режиме на первой позиции силового контроллера происходило импульсное ослабление возбуждения ТЭД, а на остальных его позициях производилось межступенчатое импульсное регулирование сопротивлений пуско-тормозных резисторов. При скорости выше 50 км/ч предусматривалась возможность управления электропоездом автоматическим устройством (автомашинистом).
В системе привода предусмотрена электронная защита от боксования и юза (ДУКС) в режимах тяги, пневматического и электрического торможения, что было в те времена новинкой для советского электровагоностроения, как и внедрение двухступенчатого автоматически регулируемого токоприёмника.
Первый вариант такого токоприёмника был разработан специалистами ВНИИЖТ (тип ТСп-1М). Для него был выбран пантографный тип с двумя подвижными системами. Верхняя система реагирует на небольшие колебания высоты контактного провода. При значительных перепадах высоты провода (например, при проезде под искусственными сооружениями) срабатывают обе системы; при этом нижняя система получает сигнал от верхней через пневматическую связь. Специальное устройство аварийного опускания складывает токоприёмник при возникновении удара. Приведённая масса верхней части токоприёмника приблизительно в три раза меньше, чем у применяемых стандартных устройств токосъёма пригородных электропоездов.
После первого опыта эксплуатации вместо ТСп-1М были применены более совершенные токоприёмники ТСп-6М (также разработанные ВНИИЖТ), которые имели иные габариты в сложенном состоянии и имели дополнительные гидравлические демпферы на валах верхней системы рам.

### Интерьер
В салонах установлены мягкие поворачивающиеся на 180° кресла с подлокотниками и откидывающимися спинками для сидения. Кресла установлены по схеме 2+2. В пассажирском салоне головных вагонов ЭР200-1 изначально было установлено 24 кресла, а в моторных вагонах — по 64 кресла.
В вагонах устанавливались системы отопления и кондиционирования воздуха. Окна не замерзали зимой и не запотевали летом.
В каждом вагоне установлено по два туалета и по одному купе проводника, имеются отсеки с оборудованием. В салоне промежуточных вагонов предусмотрены шкафы для одежды и багажа; в головных вагонах оборудованы бар-буфеты. В пассажирских салонах установлены электронные табло, на которые выводились часы и значение скорости, уточняемое каждые три секунды. В вагонах была организована телефонная связь с выходом на городскую АТС.

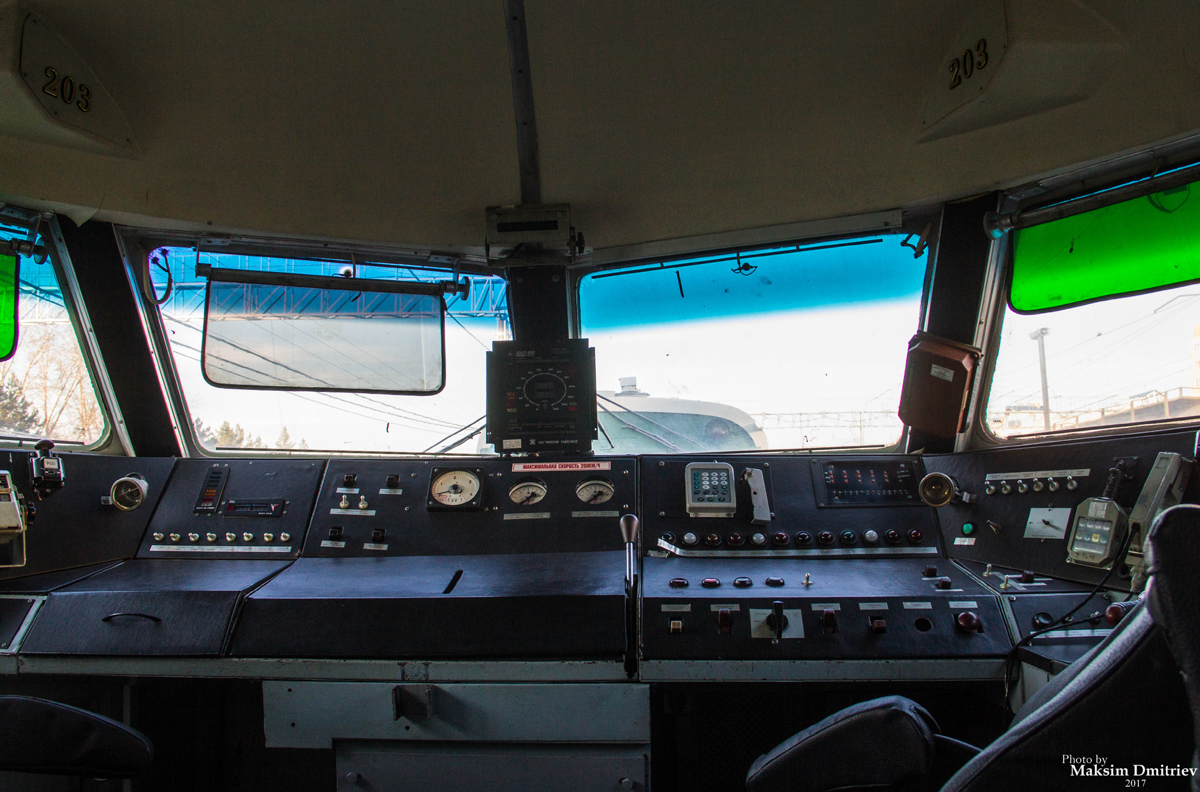
Интерьер кабины машиниста поезда ЭР200-2
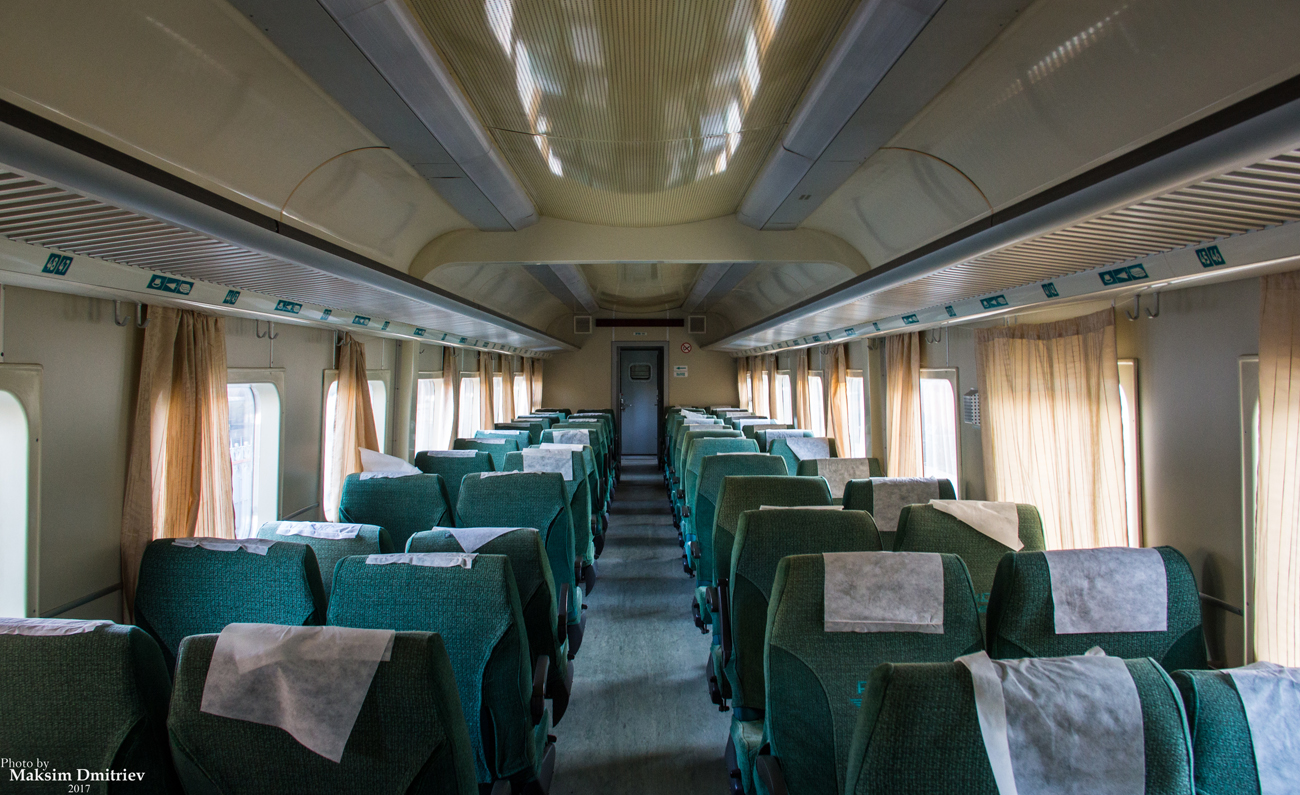
Интерьер пассажирского салона промежуточного вагона поезда ЭР200-2

## Эксплуатация

### 1979—1983 годы
После испытаний электропоезд ЭР200-1 был приписан к локомотивному депо Ленинград-Пассажирский-Московский (ТЧЭ-8) Октябрьской железной дороги. До начала регулярной эксплуатации с пассажирами он выполнил серию технических (опытных) рейсов на линии Москва — Ленинград. С 16 ноября 1979 года стали выполняться пробные коммерческие рейсы с пассажирами по специальному назначению (проведено 24 таких рейса). Скорость в 200 км/ч с пассажирами была впервые достигнута 23 и 24 ноября 1979 года на участке Любань — Чудово.

### 1984 год
1 марта 1984 года электропоезд ЭР200-1 был поставлен на постоянную нитку в графике поездов и была начата его регулярная эксплуатация на линии Ленинград — Москва. Время в пути составляло 5 часов 20 минут, затем 4 часа 59 минут. В последующие годы, по мере реконструкции участков дороги, время в пути сокращалось.

### 1985—1987 годы
Последовательное сокращение времени в пути: минимально возможное расчётное время хода до 4 часов 29 минут (1986 год) и до 4 часов 25 минут (1987 год). К 1987 году был поставлен рекорд: расчётное время хода снизилось до 4 часов 20 минут при снижении графикового времени до 4 часов 30 минут.

### 1988 год
В депо Ленинград-Пассажирский-Московский поступили два дополнительных головных вагона, что позволило проводить параллельный ремонт головных вагонов исходного состава, включая в него новые. В дальнейшем два новых головных вагона позволили сформировать с ними дополнительный шестивагонный состав ЭР200, иногда упоминаемый как ЭР200-1бис, а также (условно) ЭР200-3. Например, известно, что в 1993—1994 годах на линию выходили три состава: ЭР200-1бис (на Москву в обычном графике), ЭР200-2 (в режиме наладки и испытаний) и шестивагонный ЭР200-1 (на Новгород по выходным дням).

### 1989 год
Возврат времени в пути до значения 4 часов 59 минут, в связи с участившимися случаями опозданий поездов ЭР200.

### 1995 год
В депо Ленинград-Пассажирский-Московский поступил поезд ЭР200-2. 21 сентября, после завершения контрольных испытаний, началась его эксплуатация, в то время как ЭР200-1 был отправлен на капитальный ремонт и модернизацию.

### 1998—1999 годы
В конце 1998 года завершились капитальный ремонт и модернизация ЭР200-1, после чего оба состава стали работать параллельно. При этом поменялся график отправления, по которому ЭР200 отправлялись три раза в неделю. В этот период также проводились работы по усилению инфраструктуры на линии. Увеличилась длина участков с разрешённой скоростью 200 км/ч, был спрямлён участок пути в районе Веребьинского обхода (что позволило сократить маршрут приблизительно на 4 км). Всё это позволило сократить время хода ЭР200 до 4 часов 39 минут.

### 2000 год

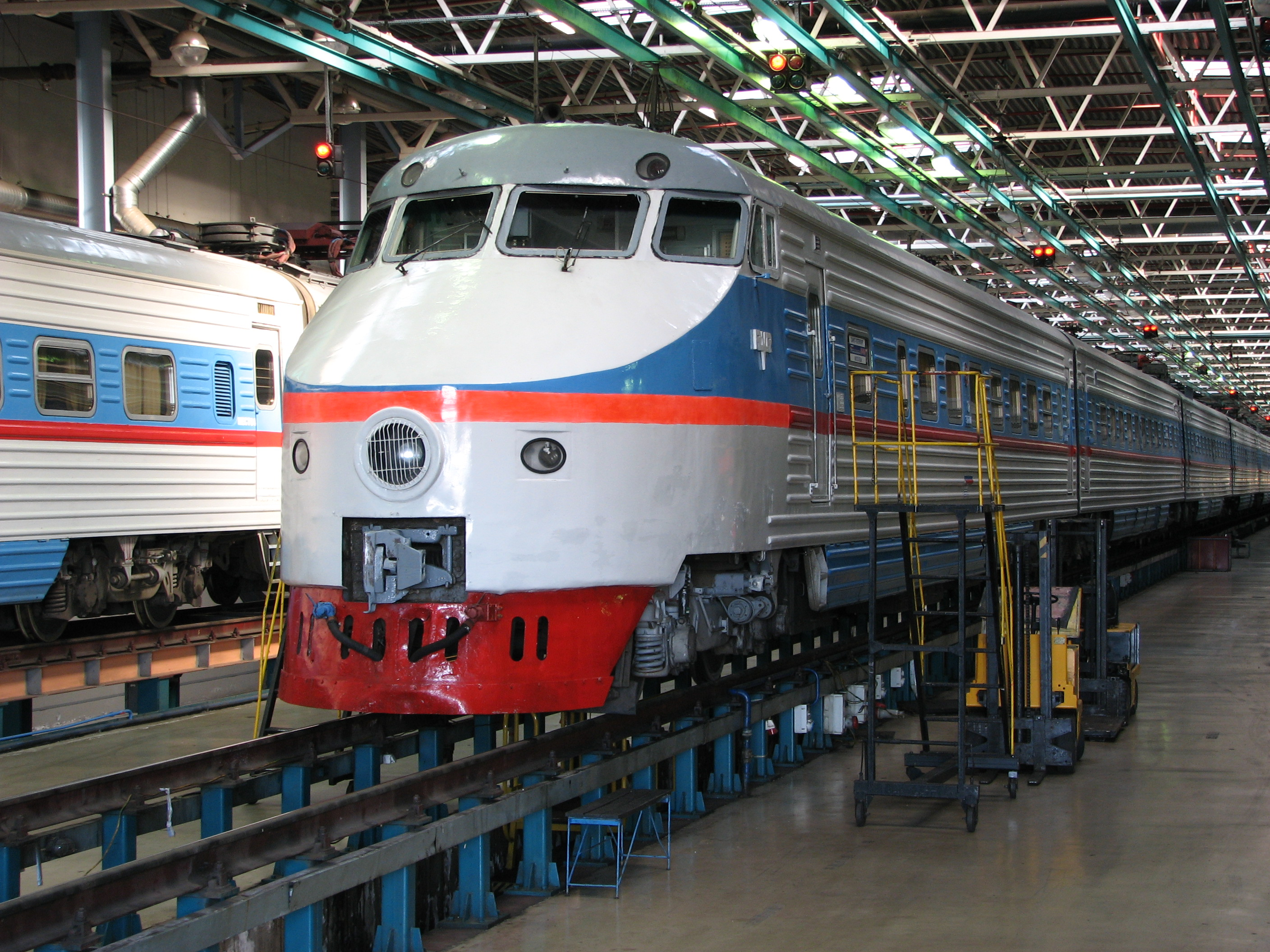
ЭР200-1 на ремонтной позиции в ТЧ-10 ОЖД

После строительства моторвагонного депо Санкт-Петербург-Московское (ТЧ-10) в посёлке Металлострой в 2000 году туда передали составы ЭР200.

### 2001 год
При обследовании ЭР200-1 в сварных швах и элементах подвески АКБ на кузовах вагонов обнаружены усталостные трещины. По предложению ВНИИЖТ силами депо проведено временное усиление элементов конструкции.

### 2003 год

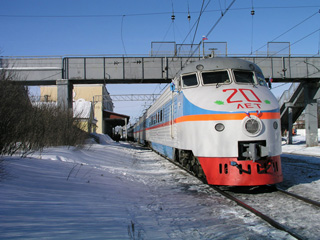
ЭР200-1 с юбилейной надписью

При проведении обследования в рамках капитального ремонта (КР-1) на Октябрьском электровагоноремонтном заводе (ОЭВРЗ) в 28 рамах тележек электропоезда ЭР200-1 обнаружено 426 усталостных трещин (с этого года их обнаружения стали фиксироваться документально). Ремонт большинства из них был возможен при помощи сварки (без усиления конструкции), что снижало прочность по сравнению с исходным состоянием. Ремонт тележек выполнен по технологии ОЭВРЗ. Также проведено усиление узлов крепления АКБ.

### 2005 год
При проведении КР-1 составу ЭР200-2 обнаружены трещины рам тележек, аналогичные появившимся на ЭР200-1.

### 2006 год
В августе (ко дню железнодорожника) электропоезд ЭР200 осуществил поездку по маршруту Санкт-Петербург — Москва за 3 часа 55 минут. Эта поездка позволила разработать детальный план модернизации инфраструктуры, которая проводилась в 2007—2010 годах.
В этом же году анализировалась ситуация с капитальным ремонтом (КР-2) для ЭР200-1, который должен был проводиться в следующем году. В ходе обследования обнаружены многочисленные дефекты рам тележек. Теперь их появление носило лавинообразный характер. После анализа обстановки ВНИИЖТ не одобрил эксплуатацию ЭР200-1 после КР-2. По решению РЖД от 27 сентября 2006 года ЭР200-1 был отставлен от эксплуатации и передан для углублённого обследования. Специальная комиссия не нашла способа решения этих проблем, после чего в РЖД принято решение прекратить коммерческую эксплуатацию этого состава.

### 2008 год
В апреле 2008 года «РЖД» объявили, что по факту запуска проекта скоростных поездов «Сапсан» на магистрали Санкт-Петербург — Москва необходимость в ЭР200 отпадёт, и они будут выведены из расписания.
31 июля, ко Дню железнодорожника моторвагонным депо Санкт-Петербург — Московское Октябрьской железной дороги в дар Музею Октябрьской железной дороги (позже переименован в Музей железных дорог России) были переданы четыре вагона (номера 101, 112, 114 и 103) первого состава скоростного электропоезда.

### 2009 год

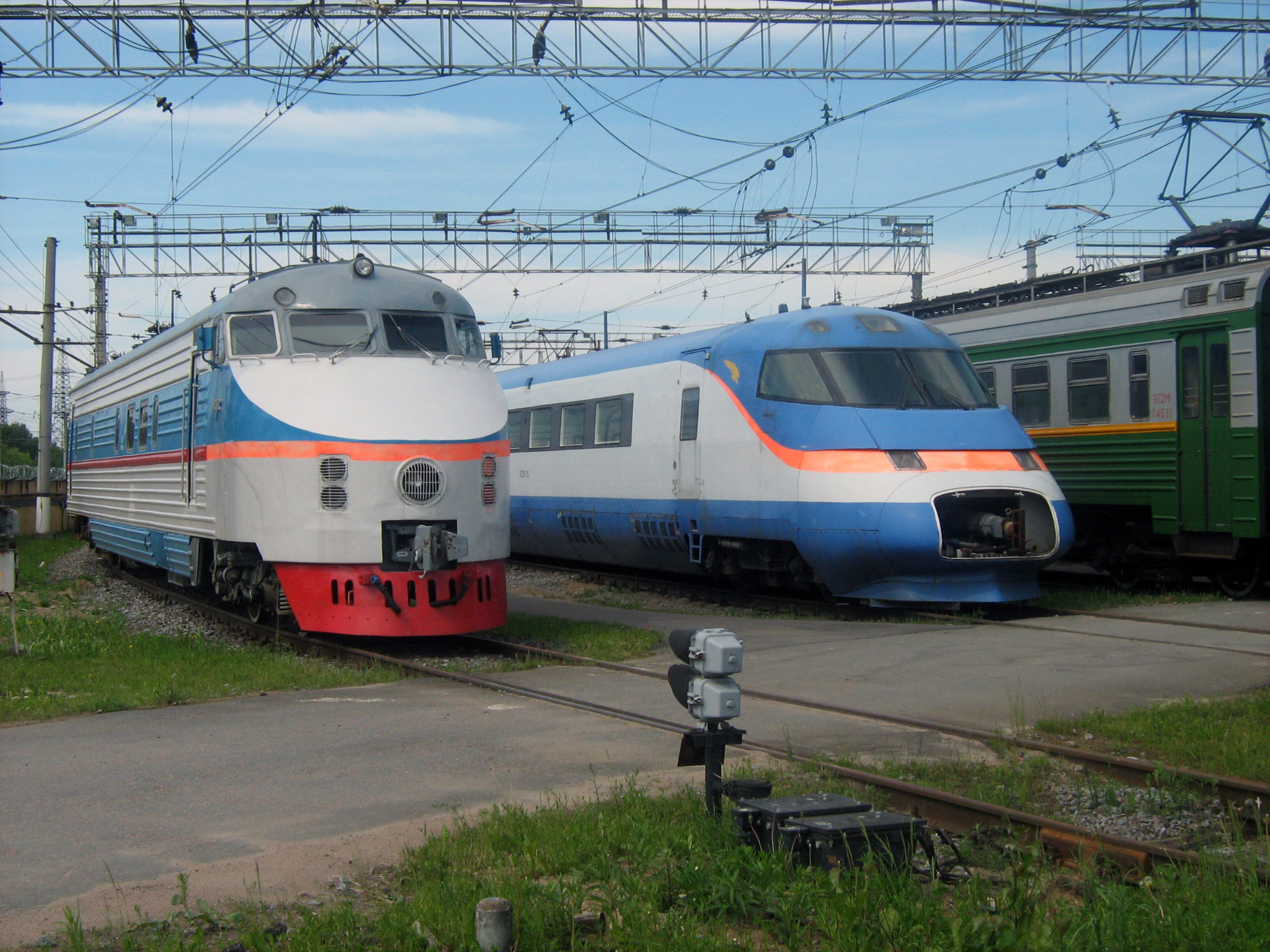
ЭР200-2 и ранее планировавшийся для его замены «Сокол-250» в парке отстоя депо

20 февраля поезд совершил последний рейс в штатном режиме из Петербурга в Москву. Для этой поездки назначили состав ЭР200-2. За время эксплуатации поездами ЭР200 было совершено приблизительно от трёх до четырёх тысяч рейсов и перевезено более 1,3 миллиона пассажиров, а общий пробег поездов составил около 2,5 миллионов километров.
28 февраля поезд отправился в последний рейс с пассажирами, отправившись с Московского вокзала Санкт-Петербурга до станции Любань, где был похоронен первый министр путей сообщения России Павел Мельников. Там состоялась торжественная встреча двух поколений скоростных поездов — ЭР200 и «Сапсан», который заменил скоростной электропоезд на линии Москва — Санкт-Петербург. Пассажирами последнего рейса стали железнодорожные работники, чиновники и журналисты, возвратившиеся назад уже на «Сапсане».
1 марта ЭР200-2 отправлен на капитальный ремонт. Предполагалось, что после ремонта поезд вернётся на линию до замены его поездами «Сапсан», а далее будет ходить как пригородный на одном из направлений Октябрьской железной дороги (известно о вариантах Москва — Великий Новгород и Москва — Тверь, а также в направлении Выборга). Однако ситуация с тележками была аналогична сложившейся у ЭР200-1, и эксплуатацию серии ЭР200 на линиях было решено прекратить.
В течение нескольких лет после этого различные вагоны продолжали передаваться в железнодорожные музеи.
19 декабря 2023 года конструктору Всеволоду Коровкину вручили награду «Знак за заслуги в развитии ОАО „РЖД“» II степени.

## Сохранённые электропоезда

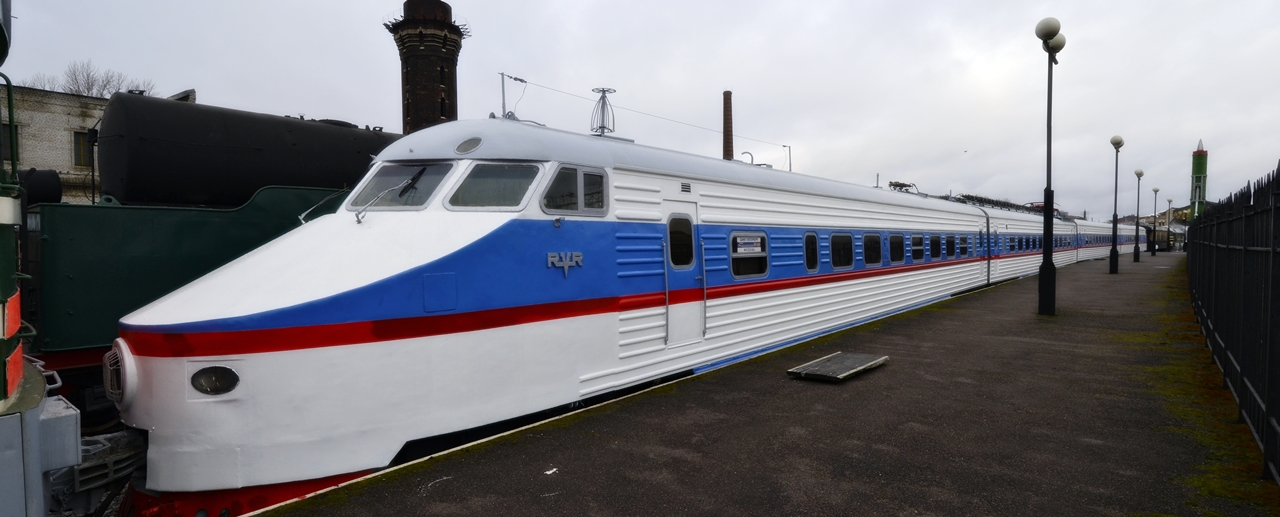
Вагоны ЭР200-1 в музее на Варшавском вокзале

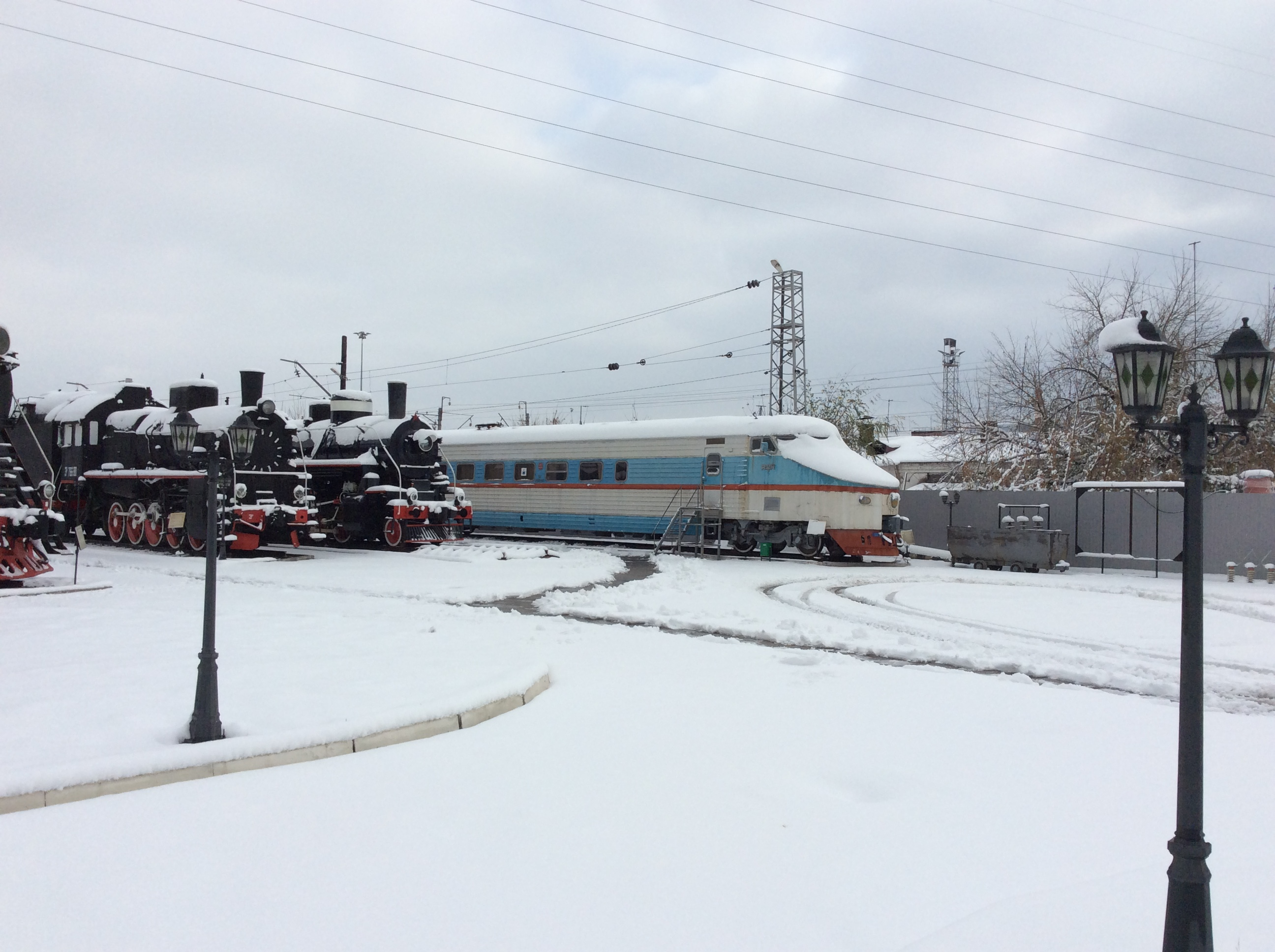
Вагоны ЭР200-1 в музее Самары

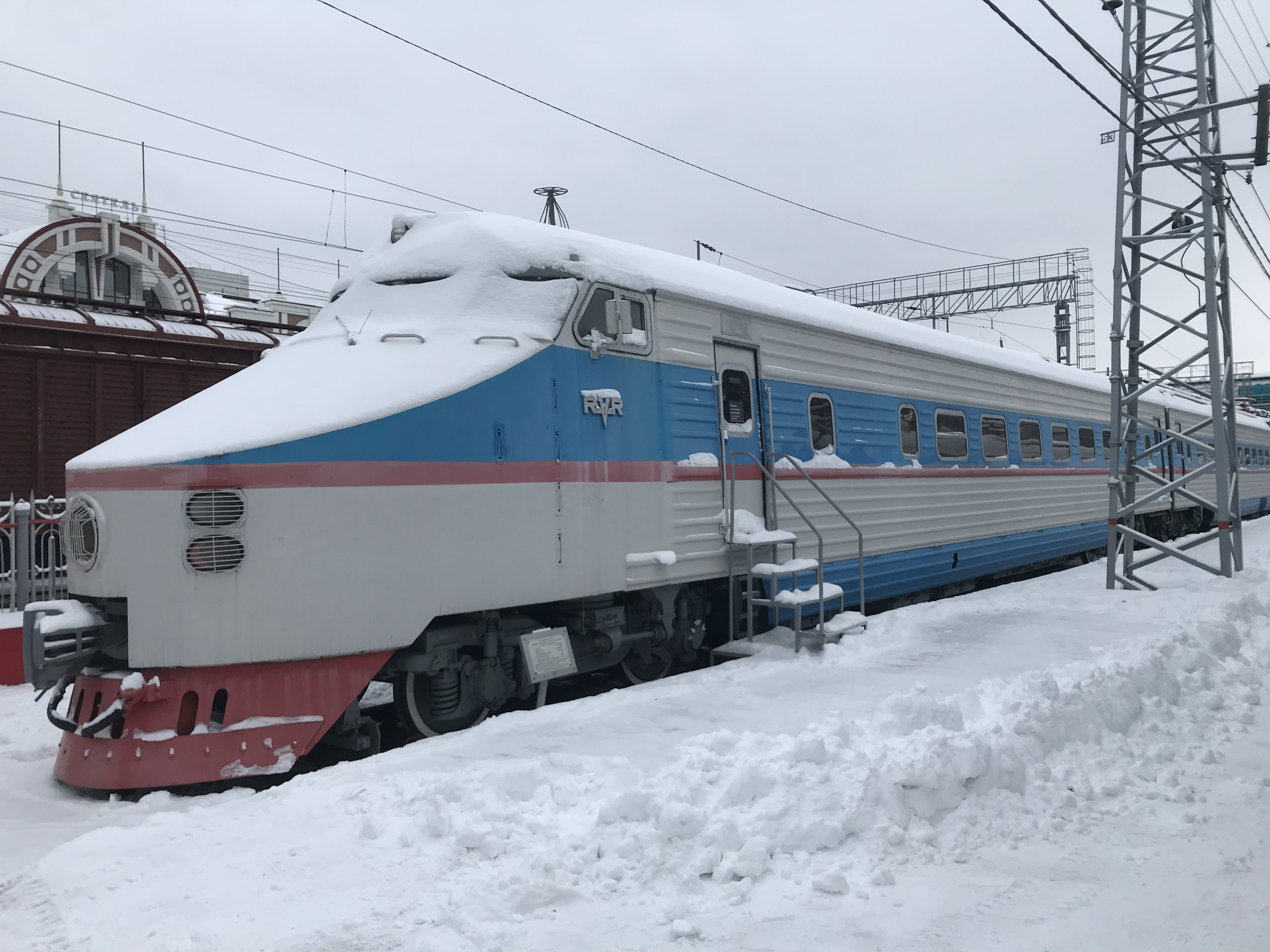
Вагоны ЭР200-2 в музее Новосибирска

Серия ЭР200 включает две модели поезда, каждая из которых имеет по три модели вагонов (итого шесть моделей вагонов). Чтобы электропоезд был представлен полностью, необходимо сохранить как минимум по одному экземпляру каждой модели вагона. Для музеев решено оставить все шесть вагонов Пг. При этом были сохранены все 12 вагонов состава ЭР200-2, оба дополнительных вагона Пг, а также оба вагона Пг и три промежуточных вагона состава ЭР200-1: номера 112 (МпТ), 114, 144 (Мп). Таким образом, ни одной модели вагона не утрачено.
Для каждого музея определили по одному головному вагону и как минимум по одному промежуточному. Сохранённые вагоны распределили следующим образом:
- в конце июля 2008 года в музей Октябрьской железной дороги (позже переименован в Музей железных дорог России) переданы вагоны с номерами 101 и 103 и секция 112+114 (минимальная составность для ЭР200-1); экспонировались на площадке Варшавского вокзала Санкт-Петербурга, а после переезда и переименования музея прибыли на его новую площадку[7];
- в июле 2009 года в Музей истории железнодорожной техники Московской железной дороги (экспозиция на Рижском вокзале Москвы) переданы вагоны с номерами 105 и 144[7];
- в марте 2011 года в Поволжский музей железнодорожной техники в Самаре (при СамГУПС) переданы вагон с номером 107, а также секция 252+254[17];
- в сентябре 2012 в Новосибирский музей железнодорожной техники отправлен вагон с номером 203, а также секции 232+234 и 242+244[17];
- одновременно с отправкой в Новосибирск остальные вагоны и секции ЭР200-2 (номера 201, 212+214, 222+224) отправлены для постановки в Екатеринбургский музей железнодорожного транспорта; по состоянию на ноябрь 2017 года хранился на базе запаса Дружинино (в Свердловской области) в ожидании готовности музея[17].

## Культурные аспекты

### Киноиндустрия
- Хотя первый электропоезд серии ЭР200 был выпущен ещё в 1973 году, постоянно эксплуатироваться на линии Москва — Ленинград он начал в 1984 году. Однако уже в 1977 году режиссёр Станислав Ростоцкий выпускает фильм «Белый Бим Чёрное ухо», на рекламном плакате которого фигурирует состав ЭР200[24].
- Поезд ЭР200 появляется в фильме «Как стать счастливым» (1985), когда главные герои едут в 1990 году из Москвы в Лесогорск[26].
- ЭР200 можно увидеть в картине Александра Митты «Шаг» (1988). ЭР200 мелькает на заднем плане, в то время как по сюжету действие происходит в 1959 году.
- Поезд ЭР200 появляется также в роли экспресса «Неистовый Роланд» в начале фильма «Визит дамы» (1989, режиссёр Михаил Козаков), действие которого происходит в небольшом швейцарском городке[27].
- Главные герои фильма «Всё наоборот» (советский художественный фильм режиссёров Виталия Фетисова и Владимира Грамматикова) едут на ЭР200 в Ленинград.

### Фалеристика
- Головной вагон поезда ЭР200 изображен на нагрудном знаке «За безопасность движения МПС СССР» (введён приказом МПС СССР № 29Ц от 22 августа 1983 года)[28][29].
- ЭР200 изображен на нагрудных знаках «150 лет железным дорогам СССР» (указание МПС СССР от 22 сентября 1987 года N В-5028у)[источник не указан 314 дней].

### Филателия

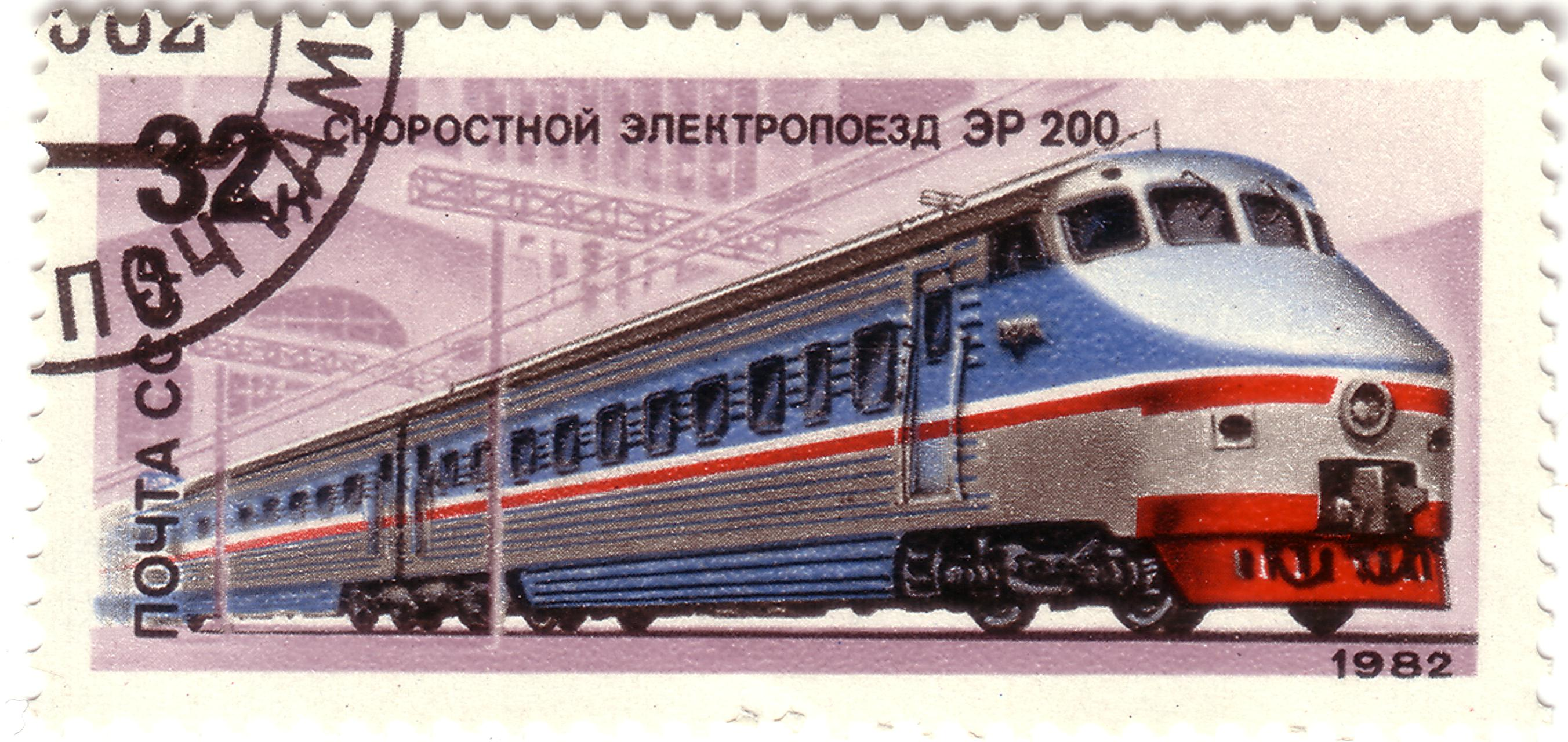
ЭР200-1 на почтовой марке 1982 года

- В 1982 году выпущена советская марка с изображением ЭР200-1, номиналом 32 копейки[30].

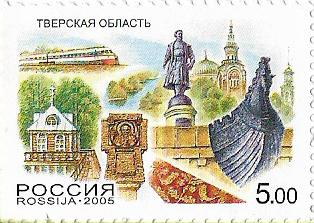
Марка с изображением ЭР200 среди символов Тверской области

- В 2005 году выпущена марка, посвящённая Тверской области, но на которой, наряду с достопримечательностями самой области, также изображен и поезд ЭР200, путь которого пролегал в том числе и по территории области[31].

### Прочее
- Головной вагон поезда ЭР200 изображался на бланках билетов РЖД, выпускаемых с 2000 года (с отрывными талонами)[32].
- Стилизованный рисунок ЭР200 изображался на пакетиках дорожного сахара, которые выдавались пассажирам поездов и самолётов[24].

### Комментарии
1. ↑  На момент поступления составов ЭР200 депо именовалось Ленинград-Пассажирский-Московский.
2. ↑  Высокая платформа — платформа, высота которой над уровнем головки рельса (УГР) составляет 1100 мм. Средняя платформа — платформа, высота которой над УГР составляет 550 мм. Низкая платформа — платформа, высота которой над УГР не более 200 мм[19].